# Estación Pearson
Pearson es una estación ferroviaria ubicada en la localidad del mismo nombre, en el Partido de Colón, Provincia de Buenos Aires, Argentina.

## Servicios
La estación corresponde al Ferrocarril General Bartolomé Mitre de la red ferroviaria argentina. Presta servicios de cargas por la empresa estatal Trenes Argentinos Cargas.